# Ghyslain Tchiamas
 (octobre 2017).
Si vous disposez d'ouvrages ou d'articles de référence ou si vous connaissez des sites web de qualité traitant du thème abordé ici, merci de compléter l'article en donnant les références utiles à sa vérifiabilité et en les liant à la section « Notes et références ».
 (octobre 2017).
Ghyslain Bienvenu Tchiamas, né le 25 février 1973 à Pointe-Noire, est un footballeur international congolais, qui évoluait au poste de gardien de but. Il s'est reconverti ensuite en entraîneur.

## Biographie
Ancien gardien de but international congolais, il est actuellement aussi bien entraîneur qu'éducateur des gardiens de but.
En 1989, il commence sa carrière de footballeur en deuxième division du Congo au sein d'Elecsport de Pointe-noire, en tant que joueur de champ. Au cours d'un match important, il remplace le gardien de but qui est sorti sur blessure ; il occupe depuis ce poste.
Il est repéré par Didi Mengalvio, alors entraîneur du FC Abeilles de Pointe-noire, qui évolue dans le même championnat. Celui-ci fait de lui son gardien de but titulaire et capitaine de l'équipe à 17 ans. Il joue dans cette équipe jusqu'en 1992. Il élimine l'équipe la plus titrée du pays, l'Étoile du Congo, en 16e de finale de la Coupe du Congo.
En 1993, il décide de rejoindre l'équipe de ses amis du lycée, le Pigeon vert, où il termine vice-champion de la ligue du Kouilou, et se voit être présélectionné en équipe nationale espoir.
Après l'obtention de son baccalauréat en électrotechnique, il va à la capitale poursuivre ses études universitaires, à l'université de Brazzaville. Il en profite pour réaliser son rêve d'être footballeur de haut niveau.
Il signe ainsi en 1re division, dans l'une des meilleures équipes du pays, le club de Patronage Sainte-Anne entraîné par David Memy, où il passe trois saisons et obtient son diplôme universitaire.
Pendant cette période, Ghyslain Tchiamas est deux fois champion de Brazzaville, demi-finaliste de la Coupe du Congo, 16e de finaliste de la Coupe de la CAF 1996, médaillé de bronze aux Jeux de la Francophonie de 1994, puis intègre l'équipe nationale senior A. Il est également sacré meilleur gardien de but congolais.
Il retourne dans sa ville natale en 1997, avec son diplôme en poche, et renforce l'AS Cheminots, club engagé en Coupe de la CAF 1997, qui se fait éliminer dès le premier tour par le Petro Athlético d'Angola 5-1 et 1-1. La même année, il fait partie du groupe qui manque de peu la qualification pour la Coupe du monde 1998, en terminant deuxième du Groupe B des qualifications, derrière l'Afrique du Sud, après match perdu 0-1, devant plus de 100 000 spectateurs.
De 1998 à 2000, Ghyslain joue avec le club de Munisport Pointe-Noire, une équipe avec un projet ambitieux, avec à sa tête le président Angelo Cavozza, et qui joue les premiers rôles dans le championnat de première division.
Le 24 juin 2000, il signe à La Mancha, toujours en première division. Il devient alors le gardien titulaire au sein de l'équipe nationale, terminant avec son club vice-champion du Congo, et meilleur gardien de but congolais. Il obtient la reconnaissance de Georges Bweillat dans son livre Les meilleurs footballeurs de l'année 2000.
Après un stage en France avec l'équipe nationale au mois de septembre 2000, il est repéré par un agent de joueur FIFA qui l'invite à passer des essais en Europe. Le 12 juillet 2001, alors qu'il est en pleine remise en forme, il s'entraîne avec le CMS Oissel, un club de CFA 2, qui le convainc de signer sa première licence semi-professionnelle en France. Il y passe tout le reste de sa carrière jusqu'en 2013, l'année où il arrête sa carrière à 40 ans. Il joue plus de deux cents matchs comme titulaire. En 2005-2006, il dispute les 32e de finale de la Coupe de France, match perdu 2-1 contre le FC Sochaux-Montbéliard, une équipe de Ligue 1, après prolongations. Quatre ans plus tard, son club termine à la deuxième place de son Groupe de CFA2, synonyme de montée, mais la DNCG en décide autrement.
En 2011, il construit l'école des gardiens de but d'Oissel et décide de se former. Il obtient tour à tour ses certificats fédéraux, le CFGB, son Brevet de Moniteur de Football, puis son Brevet d'Entraîneur de Football, et sa Licence UEFA-A. À partir de 2013, il est entraîneur adjoint du groupe CFA, et responsable de tous les gardiens de but du club, étant responsable de l'équipe réserve qui évolue en PH.
En  février 2017, il est candidat au poste de sélectionneur adjoint, responsable des gardiens de but, de la sélection A du Congo.
En décembre 2017, il devient entraineur du Club sportif La Mancha dont il démissionne seulement quelques mois plus tard.
En 2019, il est entraineur des Diables Noirs en ligue 1, l'équipe la plus populaire du Congo-Brazzaville où il finit 3e, la même année, il est sélectionneur adjoint de l'équipe nationale U23 du Congo. 
En 2020, il est à l'AS Otoho en ligue 1 du Congo où il dispute une finale de Coupe perdue aux tirs au but et remporte le Championnat National pour la première fois de sa carrière.

## Palmarès

### En club
- Vice-champion du Congo en 1995 et 2000
- Champion de Brazzaville en 1994 et 1995
- Champion du Kouilou en 1997, 1998 et 2000
- Vainqueur de la Coupe de la ville de Brazzaville en 1995
- Vainqueur de la Coupe de la ville de Pointe-noire en 1997

### En équipe du Congo
- Médaille de bronze aux Jeux de la Francophonie de 1994

### Distinctions personnelles
- Sacré meilleur gardien de but congolais en 2000
- Elu coach de l'année 2018 Congo Award Foot 5e Edition
- Finaliste de la coupe du Congo 2019 (AS Otoho)
- Champion du Congo 2020 Ligue 1 (AS Otoho)
- Tour préliminaire Ligue des champions 2019 (AS Otoho)
- Play-Off de La Coupe de La Confédération Africaine 2018 (CS La Mancha)

## Carrière
| Période   | Club                               | Pays         | Matchs |
| --------- | ---------------------------------- | ------------ | ------ |
| 1989-1990 | Elecsport Bouansa                  | 2e division  |        |
| 1990-1992 | Football club Abeilles             | 2e division  |        |
| 1992-1993 | Pigeon Vert                        | 2e division  |        |
| 1993-1997 | Patronage Sainte-Anne              | 1re division | 146    |
| 1997-1998 | Association sportive des cheminots | 1re division | 18     |
| 1998-2000 | Munisport Pointe-Noire             | 1re division | 48     |
| 2000      | Club sportif La Mancha             | 1re division | 19     |
| 2001-2013 | CMS Oissel                         | CFA 2        | 212    |